# Zeugophora cyanea
Zeugophora cyanea es una especie de coleóptero de la familia Megalopodidae.

## Distribución geográfica
Habita en  (China).